# Championnats d'Amérique du Sud juniors d'athlétisme 2003
Navigation
Championnats d'Amérique du Sud juniors 2002 Championnats d'Amérique du Sud juniors 2005
La 35e édition des Championnats d'Amérique du Sud juniors d'athlétisme s'est déroulée les 7 et 8 juin 2003 dans l'Estadio Modelo à Guayaquil.

## Résultats

### Hommes
| Épreuves              | Or                             | Or              | Argent                     | Argent          | Bronze                              | Bronze          |
| --------------------- | ------------------------------ | --------------- | -------------------------- | --------------- | ----------------------------------- | --------------- |
| 100 mètres            | Jorge Sena Brésil              | 10 s 45         | Bruno Góes Brésil          | 10 s 56         | Andrés Rodríguez Panama             | 10 s 79         |
| 200 mètres            | Jorge Sena Brésil              | 21 s 32         | Bruno Góes Brésil          | 21 s 40         | Andrés Silva Uruguay                | 21 s 45         |
| 400 mètres            | Andrés Silva Uruguay           | 46 s 54         | Thiago Chyaromont Brésil   | 47 s 37         | Francisco Aguirre Équateur          | 47 s 56         |
| 800 mètres            | Thiago Chyaromont Brésil       | 1 min 51 s 41   | Kleberson Davide Brésil    | 1 min 51 s 41   | Evans Pinto Bolivie                 | 1 min 53 s 10   |
| 1 500 mètres          | Matías Carranza Argentine      | 3 min 54 s 3    | Danny Cornieles Venezuela  | 3 min 54 s 9    | Jean Calzadilla Venezuela           | 3 min 55 s 4    |
| 5 000 mètres          | Gilialdo Koball Brésil         | 14 min 43 s 2   | Deivis Sanches Venezuela   | 14 min 49 s 7   | John Cusi Pérou                     | 14 min 51 s 7   |
| 10 000 mètres         | Deivis Sanches Venezuela       | 31 min 21 s 77  | Adilson Dolberth Brésil    | 31 min 23 s 48  | Jefferson de Castro Brésil          | 31 min 57 s 52  |
| 3 000 mètres steeple  | Rodolfo Hass Brésil            | 9 min 02 s 23 # | Cristián Patiño Équateur   | 9 min 02 s 24 # | Jean Calzadilla Venezuela           | 9 min 14 s 95 # |
| 110 mètres haies      | Rodrigo Pereira Brésil         | 14 s 19         | Diego Soffia Chili         | 14 s 81         | Elton Costa Brésil                  | 14 s 88         |
| 400 mètres haies      | Ricardo da Silva Brésil        | 52 s 81         | Raphael Fernandes Brésil   | 53 s 15         | Cristian Deymonaz Argentine         | 53 s 61         |
| Saut en hauteur       | Fábio Baptista Brésil          | 2.09            | Ederson de Oliveira Brésil | 2.06            | Cristián Herrera Chili              | 2.06            |
| Saut à la perche      | Germán Chiaraviglio Argentine  | 5.16            | João Gabriel Sousa Brésil  | 5.00            | Guillermo Chiaraviglio II Argentine | 4.65            |
| Saut en longueur      | Thiago Dias Brésil             | 7,51 m          | Rubens dos Santos Brésil   | 7,41 m          | Pablo Schultz Chili                 | 7,31 m w        |
| Triple saut           | Leonardo dos Santos Brésil     | 15,89 m w       | Henagio Galvão Brésil      | 15,47 m         | Adalberto Mulato Colombie           | 15,05 m w       |
| Lancer du poids       | Gustavo de Mendonça Brésil     | 19,67 m #       | Geovanny García Colombie   | 18,64 m #       | Jhoan Jaramillo Venezuela           | 17,89 m #       |
| Lancer du disque      | Gustavo de Mendonça Brésil     | 62,29 m *       | Ronald Julião Brésil       | 56,36 m *       | Germán Lauro Argentine              | 56,08 m *       |
| Lancer du marteau     | Leandro Benetti Argentine      | 66,69 m *       | Douglas dos Santos Brésil  | 57,12 m *       | Tomás Angosto Chili                 | 56,12 m *       |
| Lancer du javelot     | Júlio César de Oliveira Brésil | 70,94 m         | Johny Viáfara Colombie     | 61,84 m         | Aercio de Oliveira Brésil           | 58,90 m         |
| Décathlon             | Matías López Argentine         | 6 749 pts*      | Freddy Díaz Venezuela      | 6 396 pts*      | Pablo Cabrera Argentine             | 6 357 pts*      |
| 10 km marche          | Patricio Ortega Équateur       | 44 min 07 s 5   | Carlos Borgoño Chili       | 44 min 09 s 3   | Vanderlei dos Santos Brésil         | 46 min 15 s 0   |
| Relais 4 × 100 mètres | Brésil                         | 41 s 19         | Chili                      | 42 s 07         | Argentine                           | 42 s 54         |
| Relais 4 × 400 mètres | Brésil                         | 3 min 14 s 03   | Argentine                  | 3 min 17 s 41   | Équateur                            | 3 min 19 s 09   |